# 8e étape du Tour d'Italie 2025
Pour un article plus général, voir Tour d'Italie 2025.
La 8e étape du Tour d'Italie 2025 se déroule le samedi 17 mai 2025 entre Giulianova, dans les Abruzzes, et Castelraimondo, dans les Marches, sur une distance de 197 km.

## Parcours
La grande étape des Apennins quitte Giulianova et la côte adriatique pour s'orienter globalement vers le nord-ouest à l'intérieur des terres et escalader plusieurs cols dont celui de Valico di Santa Maria Maddalena classé en 1re catégorie et franchi un peu après la mi-course. Les derniers kilomètres précédant l'arrivée à Castelraimondo sont vallonnés.

## Déroulement de la course
Luke Plapp, l’Australien de l'équipe Jayco AlUla signe un solo de 46 kilomètres pour s’adjuger l'étape. Il est le premier membre issu d'une échappée à gagner une étape du Giro 2025. Il devance de 38 secondes Wilco Kelderman et Diego Ulissi qui endosse le maillot rose, devenant le premier Maglia rosa italien depuis plus de quatre ans et Alessandro De Marchi, porteur de cette tunique le 11 mai 2021. Le peloton avec les favoris franchit la ligne d'arrivée avec 4 min 50 sec de retard sur le vainqueur.

## Résultats

### Classement de l'étape
| \| Classement de l'étape \| Classement de l'étape \| Classement de l'étape \| Classement de l'étape \| Classement de l'étape \| \| Coureur \| Coureur \| Pays \| Équipe \| Temps \| \| --------------------- \| --------------------- \| --------------------- \| ----------------------------- \| --------------------- \| \| 1er \| Luke Plapp \| Australie \| Team Jayco AlUla \| 4 h 44 min 20 s \| \| 2e \| Wilco Kelderman \| Pays-Bas \| Team Visma \\| Lease a Bike \| + 38 s \| \| 3e \| Diego Ulissi \| Italie \| XDS Astana Team \| + 38 s \| \| 4e \| Igor Arrieta \| Espagne \| UAE Team Emirates XRG \| + 1 min 22 s \| \| 5e \| Nicolas Prodhomme \| France \| Decathlon-AG2R La Mondiale \| + 1 min 35 s \| \| 6e \| Andrea Vendrame \| Italie \| Decathlon-AG2R La Mondiale \| + 1 min 48 s \| \| 7e \| Lorenzo Fortunato \| Italie \| XDS Astana Team \| + 1 min 48 s \| \| 8e \| Georg Steinhauser \| Allemagne \| EF Education-EasyPost \| + 2 min 59 s \| \| 9e \| Romain Bardet \| France \| Team Picnic-PostNL \| + 3 min 02 s \| \| 10e \| Alessio Martinelli \| Italie \| VF Group-Bardiani CSF-Faizanè \| + 4 min 37 s \| |                    |           |                               |                 |
| |                    |           |                               |                 |
| Source : ProCyclingStats |                    |           |                               |                 |
| Classement de l'étape |                    |           |                               |                 |
| Coureur | Coureur            | Pays      | Équipe                        | Temps           |
| 1er | Luke Plapp         | Australie | Team Jayco AlUla              | 4 h 44 min 20 s |
| 2e | Wilco Kelderman    | Pays-Bas  | Team Visma \| Lease a Bike    | + 38 s          |
| 3e | Diego Ulissi       | Italie    | XDS Astana Team               | + 38 s          |
| 4e | Igor Arrieta       | Espagne   | UAE Team Emirates XRG         | + 1 min 22 s    |
| 5e | Nicolas Prodhomme  | France    | Decathlon-AG2R La Mondiale    | + 1 min 35 s    |
| 6e | Andrea Vendrame    | Italie    | Decathlon-AG2R La Mondiale    | + 1 min 48 s    |
| 7e | Lorenzo Fortunato  | Italie    | XDS Astana Team               | + 1 min 48 s    |
| 8e | Georg Steinhauser  | Allemagne | EF Education-EasyPost         | + 2 min 59 s    |
| 9e | Romain Bardet      | France    | Team Picnic-PostNL            | + 3 min 02 s    |
| 10e | Alessio Martinelli | Italie    | VF Group-Bardiani CSF-Faizanè | + 4 min 37 s    |

### Points attribués pour le classement par points
| Sprint intermédiaire Roccafluvione (km 49,9) | Sprint intermédiaire Roccafluvione (km 49,9) | Sprint intermédiaire Roccafluvione (km 49,9) | Sprint intermédiaire Roccafluvione (km 49,9) | Sprint intermédiaire Roccafluvione (km 49,9) |
| -------------------------------------------- | -------------------------------------------- | -------------------------------------------- | -------------------------------------------- | -------------------------------------------- |
|                                              | Coureur                                      | Pays                                         | Équipe                                       | Point(s)                                     |
| 1er                                          | Mads Pedersen                                | Danemark                                     | Lidl - Trek                                  | 12                                           |
| 2e                                           | Davide De Pretto                             | Italie                                       | Team Jayco AlUla                             | 8                                            |
| 3e                                           | Mattia Cattaneo                              | Italie                                       | Soudal Quick-Step                            | 5                                            |
| 4e                                           | Lorenzo Milesi                               | Italie                                       | Movistar Team                                | 3                                            |
| 5e                                           | Quentin Pacher                               | France                                       | Groupama - FDJ                               | 1                                            |
| modifier                                     |                                              |                                              |                                              |                                              |

| Sprint intermédiaire Sarnano (km 90,6) | Sprint intermédiaire Sarnano (km 90,6) | Sprint intermédiaire Sarnano (km 90,6) | Sprint intermédiaire Sarnano (km 90,6) | Sprint intermédiaire Sarnano (km 90,6) |
| -------------------------------------- | -------------------------------------- | -------------------------------------- | -------------------------------------- | -------------------------------------- |
|                                        | Coureur                                | Pays                                   | Équipe                                 | Point(s)                               |
| 1er                                    | Lorenzo Fortunato                      | Italie                                 | XDS Astana Team                        | 12                                     |
| 2e                                     | Davide Formolo                         | Italie                                 | Movistar Team                          | 8                                      |
| 3e                                     | Diego Ulissi                           | Italie                                 | XDS Astana Team                        | 5                                      |
| 4e                                     | Damien Howson                          | Australie                              | Q36.5 Pro Cycling Team                 | 3                                      |
| 5e                                     | Sylvain Moniquet                       | Belgique                               | Cofidis                                | 1                                      |
| modifier                               |                                        |                                        |                                        |                                        |

| \| Arrivée d'étape Castelraimondo (km 197) \| Arrivée d'étape Castelraimondo (km 197) \| Arrivée d'étape Castelraimondo (km 197) \| Arrivée d'étape Castelraimondo (km 197) \| Arrivée d'étape Castelraimondo (km 197) \| \| --------------------------------------- \| --------------------------------------- \| --------------------------------------- \| --------------------------------------- \| --------------------------------------- \| \| \| Coureur \| Pays \| Équipe \| Point(s) \| \| 1er \| Luke Plapp \| Australie \| Team Jayco AlUla \| 25 \| \| 2e \| Wilco Kelderman \| Pays-Bas \| Team Visma \\| Lease a Bike \| 18 \| \| 3e \| Diego Ulissi \| Italie \| XDS Astana Team \| 12 \| \| 4e \| Igor Arrieta \| Espagne \| UAE Team Emirates XRG \| 8 \| \| 5e \| Nicolas Prodhomme \| France \| Decathlon AG2R La Mondiale Team \| 6 \| \| 6e \| Andrea Vendrame \| Italie \| Decathlon AG2R La Mondiale Team \| 5 \| \| 7e \| Lorenzo Fortunato \| Italie \| XDS Astana Team \| 4 \| \| 8e \| Georg Steinhauser \| Allemagne \| EF Education - EasyPost \| 3 \| \| 9e \| Romain Bardet \| France \| Team Picnic PostNL \| 2 \| \| 10e \| Alessio Martinelli \| Italie \| VF Group - Bardiani CSF - Faizanè \| 1 \| \| modifier \| \| \| \| \| |                    |           |                                   |          |
| Arrivée d'étape Castelraimondo (km 197) |                    |           |                                   |          |
| | Coureur            | Pays      | Équipe                            | Point(s) |
| 1er | Luke Plapp         | Australie | Team Jayco AlUla                  | 25       |
| 2e | Wilco Kelderman    | Pays-Bas  | Team Visma \| Lease a Bike        | 18       |
| 3e | Diego Ulissi       | Italie    | XDS Astana Team                   | 12       |
| 4e | Igor Arrieta       | Espagne   | UAE Team Emirates XRG             | 8        |
| 5e | Nicolas Prodhomme  | France    | Decathlon AG2R La Mondiale Team   | 6        |
| 6e | Andrea Vendrame    | Italie    | Decathlon AG2R La Mondiale Team   | 5        |
| 7e | Lorenzo Fortunato  | Italie    | XDS Astana Team                   | 4        |
| 8e | Georg Steinhauser  | Allemagne | EF Education - EasyPost           | 3        |
| 9e | Romain Bardet      | France    | Team Picnic PostNL                | 2        |
| 10e | Alessio Martinelli | Italie    | VF Group - Bardiani CSF - Faizanè | 1        |
| modifier |                    |           |                                   |          |

### Points attribués pour le classement du meilleur grimpeur
| Croce di Casale (km 60,9) 3e catégorie (8,6 km à 4,5%) | Croce di Casale (km 60,9) 3e catégorie (8,6 km à 4,5%) | Croce di Casale (km 60,9) 3e catégorie (8,6 km à 4,5%) | Croce di Casale (km 60,9) 3e catégorie (8,6 km à 4,5%) | Croce di Casale (km 60,9) 3e catégorie (8,6 km à 4,5%) |
| ------------------------------------------------------ | ------------------------------------------------------ | ------------------------------------------------------ | ------------------------------------------------------ | ------------------------------------------------------ |
|                                                        | Coureur                                                | Pays                                                   | Équipe                                                 | Point(s)                                               |
| 1er                                                    | Davide Piganzoli                                       | Italie                                                 | Team Polti VisitMalta                                  | 9                                                      |
| 2e                                                     | Alessandro Tonelli                                     | Italie                                                 | Team Polti VisitMalta                                  | 4                                                      |
| 3e                                                     | Nairo Quintana                                         | Colombie                                               | Movistar Team                                          | 2                                                      |
| 4e                                                     | Marco Frigo                                            | Italie                                                 | Israel - Premier Tech                                  | 1                                                      |
| modifier                                               |                                                        |                                                        |                                                        |                                                        |

| Valico di Santa Maria Maddalena (km 105,3) 1re catégorie (13,1 km à 7,3%) | Valico di Santa Maria Maddalena (km 105,3) 1re catégorie (13,1 km à 7,3%) | Valico di Santa Maria Maddalena (km 105,3) 1re catégorie (13,1 km à 7,3%) | Valico di Santa Maria Maddalena (km 105,3) 1re catégorie (13,1 km à 7,3%) | Valico di Santa Maria Maddalena (km 105,3) 1re catégorie (13,1 km à 7,3%) |
| ------------------------------------------------------------------------- | ------------------------------------------------------------------------- | ------------------------------------------------------------------------- | ------------------------------------------------------------------------- | ------------------------------------------------------------------------- |
|                                                                           | Coureur                                                                   | Pays                                                                      | Équipe                                                                    | Point(s)                                                                  |
| 1er                                                                       | Lorenzo Fortunato                                                         | Italie                                                                    | XDS Astana Team                                                           | 40                                                                        |
| 2e                                                                        | Romain Bardet                                                             | France                                                                    | Team Picnic PostNL                                                        | 18                                                                        |
| 3e                                                                        | Manuele Tarozzi                                                           | Italie                                                                    | VF Group - Bardiani CSF - Faizanè                                         | 12                                                                        |
| 4e                                                                        | Diego Ulissi                                                              | Italie                                                                    | XDS Astana Team                                                           | 9                                                                         |
| 5e                                                                        | Koen Bouwman                                                              | Pays-Bas                                                                  | Team Jayco AlUla                                                          | 6                                                                         |
| 6e                                                                        | Georg Steinhauser                                                         | Allemagne                                                                 | EF Education - EasyPost                                                   | 4                                                                         |
| 7e                                                                        | Luke Plapp                                                                | Australie                                                                 | Team Jayco AlUla                                                          | 2                                                                         |
| 8e                                                                        | Marco Frigo                                                               | Italie                                                                    | Israel - Premier Tech                                                     | 1                                                                         |
| modifier                                                                  |                                                                           |                                                                           |                                                                           |                                                                           |

| Montelago (km 151,9) 3e catégorie (5,5 km à 6,9%) | Montelago (km 151,9) 3e catégorie (5,5 km à 6,9%) | Montelago (km 151,9) 3e catégorie (5,5 km à 6,9%) | Montelago (km 151,9) 3e catégorie (5,5 km à 6,9%) | Montelago (km 151,9) 3e catégorie (5,5 km à 6,9%) |
| ------------------------------------------------- | ------------------------------------------------- | ------------------------------------------------- | ------------------------------------------------- | ------------------------------------------------- |
|                                                   | Coureur                                           | Pays                                              | Équipe                                            | Point(s)                                          |
| 1er                                               | Luke Plapp                                        | Australie                                         | Team Jayco AlUla                                  | 9                                                 |
| 2e                                                | Wilco Kelderman                                   | Pays-Bas                                          | Team Visma \| Lease a Bike                        | 4                                                 |
| 3e                                                | Diego Ulissi                                      | Italie                                            | XDS Astana Team                                   | 2                                                 |
| 4e                                                | Igor Arrieta                                      | Espagne                                           | UAE Team Emirates XRG                             | 1                                                 |
| modifier                                          |                                                   |                                                   |                                                   |                                                   |

| Gagliole (km 190,3) 4e catégorie (0,8 km à 8,1%) | Gagliole (km 190,3) 4e catégorie (0,8 km à 8,1%) | Gagliole (km 190,3) 4e catégorie (0,8 km à 8,1%) | Gagliole (km 190,3) 4e catégorie (0,8 km à 8,1%) | Gagliole (km 190,3) 4e catégorie (0,8 km à 8,1%) |
| ------------------------------------------------ | ------------------------------------------------ | ------------------------------------------------ | ------------------------------------------------ | ------------------------------------------------ |
|                                                  | Coureur                                          | Pays                                             | Équipe                                           | Point(s)                                         |
| 1er                                              | Luke Plapp                                       | Australie                                        | Team Jayco AlUla                                 | 3                                                |
| 2e                                               | Diego Ulissi                                     | Italie                                           | XDS Astana Team                                  | 2                                                |
| 3e                                               | Wilco Kelderman                                  | Pays-Bas                                         | Team Visma \| Lease a Bike                       | 1                                                |
| modifier                                         |                                                  |                                                  |                                                  |                                                  |

### Points attribués pour le classement des sprints intermédiaires
| \| Red Bull KM Sprint Castel Santa Maria (km 177,4) \| Red Bull KM Sprint Castel Santa Maria (km 177,4) \| Red Bull KM Sprint Castel Santa Maria (km 177,4) \| Red Bull KM Sprint Castel Santa Maria (km 177,4) \| Red Bull KM Sprint Castel Santa Maria (km 177,4) \| \| ------------------------------------------------ \| ------------------------------------------------ \| ------------------------------------------------ \| ------------------------------------------------ \| ------------------------------------------------ \| \| \| Coureur \| Pays \| Équipe \| Point(s) \| \| 1er \| Luke Plapp \| Australie \| Team Jayco AlUla \| 15 \| \| 2e \| Igor Arrieta \| Espagne \| UAE Team Emirates XRG \| 8 \| \| 3e \| Diego Ulissi \| Italie \| XDS Astana Team \| 5 \| \| 4e \| Wilco Kelderman \| Pays-Bas \| Team Visma \\| Lease a Bike \| 3 \| \| 5e \| Lorenzo Fortunato \| Italie \| XDS Astana Team \| 1 \| \| modifier \| \| \| \| \| |                   |           |                            |          |
| Red Bull KM Sprint Castel Santa Maria (km 177,4) |                   |           |                            |          |
| | Coureur           | Pays      | Équipe                     | Point(s) |
| 1er | Luke Plapp        | Australie | Team Jayco AlUla           | 15       |
| 2e | Igor Arrieta      | Espagne   | UAE Team Emirates XRG      | 8        |
| 3e | Diego Ulissi      | Italie    | XDS Astana Team            | 5        |
| 4e | Wilco Kelderman   | Pays-Bas  | Team Visma \| Lease a Bike | 3        |
| 5e | Lorenzo Fortunato | Italie    | XDS Astana Team            | 1        |
| modifier |                   |           |                            |          |

### Bonifications
|   | Coureur      | Pays      | Équipe                | Secondes |
| - | ------------ | --------- | --------------------- | -------- |
| 1 | Luke Plapp   | Australie | Team Jayco AlUla      | 6 s      |
| 2 | Igor Arrieta | Espagne   | UAE Team Emirates XRG | 4 s      |
| 3 | Diego Ulissi | Italie    | XDS Astana Team       | 2 s      |

|   | Coureur         | Pays      | Équipe                     | Secondes |
| - | --------------- | --------- | -------------------------- | -------- |
| 1 | Luke Plapp      | Australie | Team Jayco AlUla           | 10 s     |
| 2 | Wilco Kelderman | Pays-Bas  | Team Visma \| Lease a Bike | 6 s      |
| 3 | Diego Ulissi    | Italie    | XDS Astana Team            | 4 s      |

## Classements à l'issue de l'étape

### Classement général
| \| Classement général \| Classement général \| Classement général \| Classement général \| Classement général \| \| Coureur \| Coureur \| Pays \| Équipe \| Temps \| \| ------------------ \| ------------------ \| ------------------ \| -------------------------- \| ------------------ \| \| 1er \| Diego Ulissi \| Italie \| XDS Astana Team \| 29 h 21 min 23 s \| \| 2e \| Lorenzo Fortunato \| Italie \| XDS Astana Team \| + 12 s \| \| 3e \| Primož Roglič \| Slovénie \| Red Bull-Bora-Hansgrohe \| + 17 s \| \| 4e \| Juan Ayuso \| Espagne \| UAE Team Emirates XRG \| + 20 s \| \| 5e \| Isaac Del Toro \| Mexique \| UAE Team Emirates XRG \| + 26 s \| \| 6e \| Antonio Tiberi \| Italie \| Bahrain Victorious \| + 44 s \| \| 7e \| Max Poole \| Royaume-Uni \| Team Picnic-PostNL \| + 47 s \| \| 8e \| Michael Storer \| Australie \| Tudor Pro Cycling Team \| + 50 s \| \| 9e \| Brandon McNulty \| États-Unis \| UAE Team Emirates XRG \| + 51 s \| \| 10e \| Simon Yates \| Royaume-Uni \| Team Visma \\| Lease a Bike \| + 56 s \| |                   |             |                            |                  |
| |                   |             |                            |                  |
| Source : ProCyclingStats |                   |             |                            |                  |
| Classement général |                   |             |                            |                  |
| Coureur | Coureur           | Pays        | Équipe                     | Temps            |
| 1er | Diego Ulissi      | Italie      | XDS Astana Team            | 29 h 21 min 23 s |
| 2e | Lorenzo Fortunato | Italie      | XDS Astana Team            | + 12 s           |
| 3e | Primož Roglič     | Slovénie    | Red Bull-Bora-Hansgrohe    | + 17 s           |
| 4e | Juan Ayuso        | Espagne     | UAE Team Emirates XRG      | + 20 s           |
| 5e | Isaac Del Toro    | Mexique     | UAE Team Emirates XRG      | + 26 s           |
| 6e | Antonio Tiberi    | Italie      | Bahrain Victorious         | + 44 s           |
| 7e | Max Poole         | Royaume-Uni | Team Picnic-PostNL         | + 47 s           |
| 8e | Michael Storer    | Australie   | Tudor Pro Cycling Team     | + 50 s           |
| 9e | Brandon McNulty   | États-Unis  | UAE Team Emirates XRG      | + 51 s           |
| 10e | Simon Yates       | Royaume-Uni | Team Visma \| Lease a Bike | + 56 s           |

### Classement par points
| Classement par points | Classement par points | Classement par points | Classement par points         | Classement par points |
| Coureur               | Coureur               | Pays                  | Équipe                        | Points                |
| --------------------- | --------------------- | --------------------- | ----------------------------- | --------------------- |
| 1er                   | Mads Pedersen         | Danemark              | Lidl-Trek                     | 153 pts               |
| 2e                    | Alessandro Tonelli    | Italie                | Team Polti VisitMalta         | 59 pts                |
| 3e                    | Olav Kooij            | Pays-Bas              | Team Visma \| Lease a Bike    | 55 pts                |
| 4e                    | Casper van Uden       | Pays-Bas              | Team Picnic-PostNL            | 50 pts                |
| 5e                    | Orluis Aular          | Venezuela             | Movistar Team                 | 42 pts                |
| 6e                    | Edoardo Zambanini     | Italie                | Bahrain Victorious            | 41 pts                |
| 7e                    | Tom Pidcock           | Royaume-Uni           | Q36.5 Pro Cycling Team        | 31 pts                |
| 8e                    | Manuele Tarozzi       | Italie                | VF Group-Bardiani CSF-Faizanè | 26 pts                |
| 9e                    | Luke Plapp            | Australie             | Team Jayco AlUla              | 25 pts                |
| 10e                   | Taco van der Hoorn    | Pays-Bas              | Intermarché-Wanty             | 25 pts                |

### Classement de la montagne
| Classement de la montagne | Classement de la montagne | Classement de la montagne | Classement de la montagne     | Classement de la montagne |
| Coureur                   | Coureur                   | Pays                      | Équipe                        | Points                    |
| ------------------------- | ------------------------- | ------------------------- | ----------------------------- | ------------------------- |
| 1er                       | Lorenzo Fortunato         | Italie                    | XDS Astana Team               | 98 pts                    |
| 2e                        | Juan Ayuso                | Espagne                   | UAE Team Emirates XRG         | 50 pts                    |
| 3e                        | Paul Double               | Royaume-Uni               | Team Jayco AlUla              | 36 pts                    |
| 4e                        | Manuele Tarozzi           | Italie                    | VF Group-Bardiani CSF-Faizanè | 32 pts                    |
| 5e                        | Isaac Del Toro            | Mexique                   | UAE Team Emirates XRG         | 24 pts                    |
| 6e                        | Sylvain Moniquet          | Belgique                  | Cofidis                       | 22 pts                    |
| 7e                        | Romain Bardet             | France                    | Team Picnic-PostNL            | 18 pts                    |
| 8e                        | Diego Ulissi              | Italie                    | XDS Astana Team               | 17 pts                    |
| 9e                        | Egan Bernal               | Colombie                  | Ineos Grenadiers              | 16 pts                    |
| 10e                       | Alessandro Tonelli        | Italie                    | Team Polti VisitMalta         | 16 pts                    |

### Classement du meilleur jeune
| Classement du meilleur jeune | Classement du meilleur jeune | Classement du meilleur jeune | Classement du meilleur jeune | Classement du meilleur jeune |
| Coureur                      | Coureur                      | Pays                         | Équipe                       | Temps                        |
| ---------------------------- | ---------------------------- | ---------------------------- | ---------------------------- | ---------------------------- |
| 1er                          | Juan Ayuso                   | Espagne                      | UAE Team Emirates XRG        | 29 h 21 min 43 s             |
| 2e                           | Isaac Del Toro               | Mexique                      | UAE Team Emirates XRG        | + 6 s                        |
| 3e                           | Antonio Tiberi               | Italie                       | Bahrain Victorious           | + 24 s                       |
| 4e                           | Max Poole                    | Royaume-Uni                  | Team Picnic-PostNL           | + 27 s                       |
| 5e                           | Giulio Pellizzari            | Italie                       | Red Bull-Bora-Hansgrohe      | + 40 s                       |
| 6e                           | Davide Piganzoli             | Italie                       | Team Polti VisitMalta        | + 1 min 13 s                 |
| 7e                           | Mathias Vacek                | Tchéquie                     | Lidl-Trek                    | + 1 min 14 s                 |
| 8e                           | Martin Tjøtta                | Norvège                      | Arkéa-B&B Hotels             | + 4 min 04 s                 |
| 9e                           | Embret Svestad-Bårdseng      | Norvège                      | Arkéa-B&B Hotels             | + 5 min 59 s                 |
| 10e                          | Edoardo Zambanini            | Italie                       | Bahrain Victorious           | + 8 min 08 s                 |

### Classement par équipes
| Classement par équipes | Classement par équipes     | Classement par équipes | Classement par équipes |
| Équipe                 | Équipe                     | Pays                   | Temps                  |
| ---------------------- | -------------------------- | ---------------------- | ---------------------- |
| 1re                    | UAE Team Emirates XRG      | Émirats arabes unis    | 88 h 02 min 12 s       |
| 2e                     | XDS Astana Team            | Kazakhstan             | + 2 min 56 s           |
| 3e                     | Lidl-Trek                  | États-Unis             | + 7 min 38 s           |
| 4e                     | Movistar Team              | Espagne                | + 7 min 45 s           |
| 5e                     | Team Visma \| Lease a Bike | Pays-Bas               | + 8 min 35 s           |
| 6e                     | Red Bull-BORA-hansgrohe    | Allemagne              | + 10 min 08 s          |
| 7e                     | Bahrain-Victorious         | Bahreïn                | + 11 min 54 s          |
| 8e                     | Team Jayco AlUla           | Australie              | + 12 min 09 s          |
| 9e                     | Ineos Grenadiers           | Royaume-Uni            | + 12 min 35 s          |
| 10e                    | Team Picnic-PostNL         | Pays-Bas               | + 17 min 58 s          |

## Abandons
Aucun abandon.